# B. Traven
B. Traven, Bruno Traven (ur. w 1882? lub 1890?, zm. 26 marca 1969 w Meksyku?) – pseudonim pisarza tworzącego w języku niemieckim lub angielskim, którego prawdziwe imię i nazwisko, narodowość, data i miejsce urodzenia oraz szczegóły życiorysu nie są znane i są przedmiotem sporów literaturoznawców. Pewne jest jedynie to, że B. Traven przez większą część życia mieszkał w Meksyku, gdzie rozgrywa się też akcja większości jego powieści i opowiadań. Prawdziwa tożsamość B. Travena jest przedmiotem licznych hipotez, czasami fantastycznych. Badacze z reguły identyfikują go z aktorem teatralnym i anarchistą znanym jako Ret Marut, który żył w Niemczech na początku XX wieku i ok. 1924 miał wyjechać z Europy do Meksyku. Pojawiają się też domysły, że prawdziwe imię i nazwisko Travena brzmiało „Otto Feige” i że urodził się on w Świebodzinie. W biografiach B. Travena jest on też najczęściej utożsamiany z dwiema postaciami – Berickiem Travenem Torsvanem i Halem Crovesem, pojawiającymi się i działającymi w różnych okresach twórczości pisarza; osoby przedstawiające się jako Torsvan i Croves zawsze zaprzeczały jednak, że są Travenem i utrzymywały, że są tylko agentami Travena, reprezentującymi go wobec wydawców.
B. Traven jest autorem dwunastu powieści, jednego reportażu i wielu opowiadań, w których tematyka sensacyjno-przygodowa łączy się z krytycznym stosunkiem do kapitalizmu, zdradzającym socjalistyczne, czy nawet anarchistyczne sympatie pisarza. Do najbardziej znanych dzieł pisarza należą powieści Das Totenschiff (pol. Statek śmierci) z 1926 i Der Schatz der Sierra Madre (pol. Skarb Sierra Madre) z 1927, w 1948 sfilmowany przez Johna Hustona, oraz tzw. cykl „mahoniowy” (hiszp. Caoba) – grupa sześciu powieści z lat 1930–1939 (m.in. Der Karren, wydany po polsku w 1931 w dwóch tomach pt. W jarzmie, a w 1956 jako La carreta; oraz Trozas), których akcja rozgrywa się wśród meksykańskich Indian tuż przed i w czasie rewolucji meksykańskiej na początku XX wieku. Powieści i opowiadania B. Travena zyskały popularność już w okresie międzywojennym i zachowały ją po wojnie, były tłumaczone na wiele języków, w tym polski, do końca lat 70. B. Traven pozostawał jednym z najchętniej czytanych autorów literatury popularnej języka niemieckiego. W Polsce autor, którego książki wydawano pod imieniem i nazwiskiem Bruno Traven, był bardzo popularny w okresie międzywojennym i częściowo tuż po wojnie, od początku lat 60. jest w dużej mierze zapomniany.

## Twórczość

### Powieści

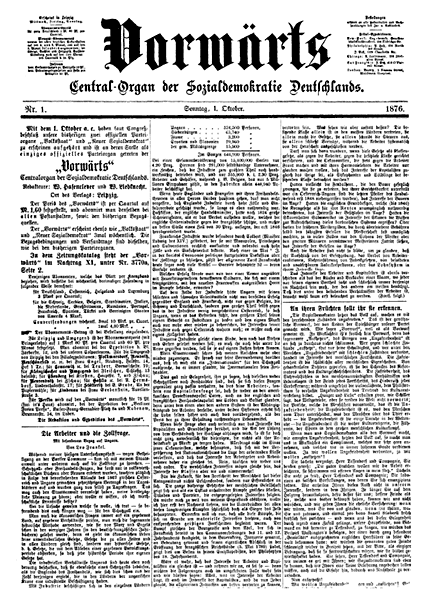
Dziennik „Vorwärts”, w którym zadebiutował B. Traven (strona tytułowa pierwszego numeru gazety z 1876).

Nikomu wcześniej nieznany pisarz o pseudonimie B. Traven pojawił się nagle na niemieckiej scenie literackiej w 1925 r., kiedy berliński dziennik „Vorwärts”, organ niemieckiej partii socjalistycznej, 28 lutego 1925 opublikował na swoich łamach jego pierwsze tak sygnowane opowiadanie. W tym samym roku, w czerwcu i lipcu, w gazecie opublikowano, również w odcinkach, pierwszą powieść Travena: Die Baumwollpflücker (pol. Zbieracze bawełny). Rozszerzone wydanie książkowe powieści ukazało się w 1926 r. nakładem berlińskiego wydawnictwa Buchmeister, należącego do lewicującego, powiązanego ze związkami zawodowymi klubu książki Büchergilde Gutenberg. Tytuł pierwszego wydania książkowego brzmiał Der Wobbly, co oznacza dosłownie „rozrabiakę”, „mąciciela” – takim mianem potocznie określano członków anarchosyndykalistycznego związku zawodowego Industrial Workers of the World; w późniejszych wydaniach powrócono do pierwotnego tytułu Die Baumwollpflücker (pol. Zbieracze bawełny), zaś przedwojenne polskie wydanie nosiło tytuł Bawełna i krew. W książce tej Traven po raz pierwszy wprowadził postać Geralda Galesa (w innych utworach pisarza nazwisko bohatera brzmi również Gale, względnie Gerard Gales), amerykańskiego marynarza, który w Meksyku poszukuje pracy w różnych zawodach, obracając się w często podejrzanych środowiskach i jest świadkiem kapitalistycznego wyzysku – na przekór temu nie tracąc jednak woli walki i dążenia do czerpania radości z życia.
W tym samym roku 1926 klub książki Büchergilde Gutenberg, który do 1939 był główną oficyną publikującą książki B. Travena, wydał jego drugą powieść – Das Totenschiff, przed wojną wydany po polsku jako Okręt śmierci, po wojnie, w 1958, przetłumaczony na nowo z hiszpańskiego jako Statek śmierci. Głównym bohaterem powieści znowu był Gerald Gale, marynarz, który po utracie dokumentów, w praktyce stracił też tożsamość, prawo do normalnego życia i ojczyzny i na skutek tego został zmuszony pracować w ekstremalnie trudnych warunkach jako pomocnik palacza na „statku śmierci”, pływającym w podejrzanych rejsach po wodach Europy i Afryki. Powieść, według autora napisana pierwotnie w języku angielskim i dopiero potem przetłumaczona przez niego na język niemiecki, jest oskarżeniem chciwości kapitalistycznych pracodawców i biurokratyzmu urzędników, którzy co rusz deportują Gale’a z krajów, w których usiłuje znaleźć schronienie. W świetle prób ustaleń biografów Statek śmierci można też traktować jako powieść z elementami autobiograficznymi. Przyjmując, że B. Traven jest tożsamy z rewolucjonistą Retem Marutem, widać wyraźne paralele pomiędzy losami Gale’a a losami samego pisarza, pozbawionego ojczyzny, który być może również był zmuszony do pracy w kotłowni parowca podczas rejsu z Europy do Meksyku.

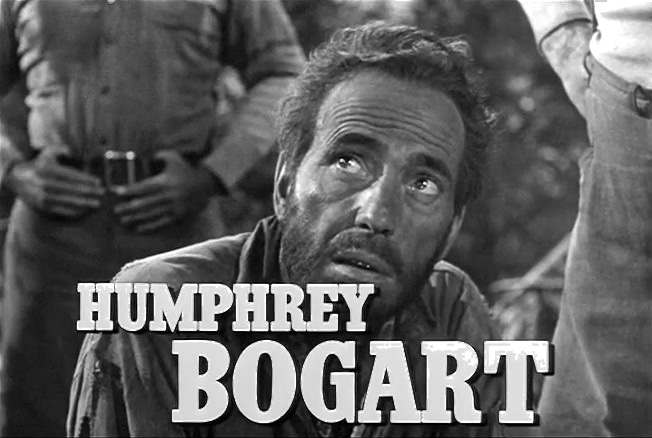
Humphrey Bogart w filmie Skarb Sierra Madre (kadr ze zwiastuna filmu)

Najbardziej znaną, obok Statku śmierci, powieścią Travena był wydany w 1927 Der Schatz der Sierra Madre (pol. Skarb Sierra Madre, przedwojenne, niewznawiane po wojnie, polskie wydanie nosiło tytuł Skarb w Sierra Madre). Akcja książki znowu jest osadzona w Meksyku, a jej bohaterami autor uczynił grupę amerykańskich ryzykantów – poszukiwaczy przygód i złota w tym kraju. W 1948 książka została zekranizowana pod tym samym tytułem (Skarb Sierra Madre) przez hollywoodzkiego reżysera Johna Hustona. Film, w których w rolach głównych wystąpili Humphrey Bogart i Walter Huston, odniósł duży sukces kasowy, w 1949 zdobył też trzy Oscary.
Postać Geralda Galesa powróciła w kolejnej powieści Travena – Die Brücke im Dschungel (pol. Most w dżungli, wydany w Polsce również w latach 30., po wojnie niewznawiany), opublikowanej w odcinkach w „Vorwärts” w 1927, a w poszerzonej wersji w formie książkowej w 1929. W powieści tej Traven po raz pierwszy szczegółowo zajął się kwestią Indian żyjących w Meksyku i różnicami pomiędzy kulturą chrześcijańską a indiańską w Ameryce Łacińskiej; problemy te zdominowały jego późniejszy cykl Caoba.
W 1929 B. Traven opublikował swoje największe objętościowo dzieło – Die Weiße Rose (pol. Biała róża, wydana w Polsce przed wojną, po wojnie niewznawiana) – epicką opowieść, opartą na rzeczywistej historii pozbawienia indiańskich właścicieli ziemi, którą odebrała im amerykańska firma naftowa. Według niektórych źródeł tytuł książki miał stać się inspiracją dla nazwy działającej w Monachium antynazistowskiej organizacji studenckiej Biała Róża, której członkowie zostali straceni w 1943.

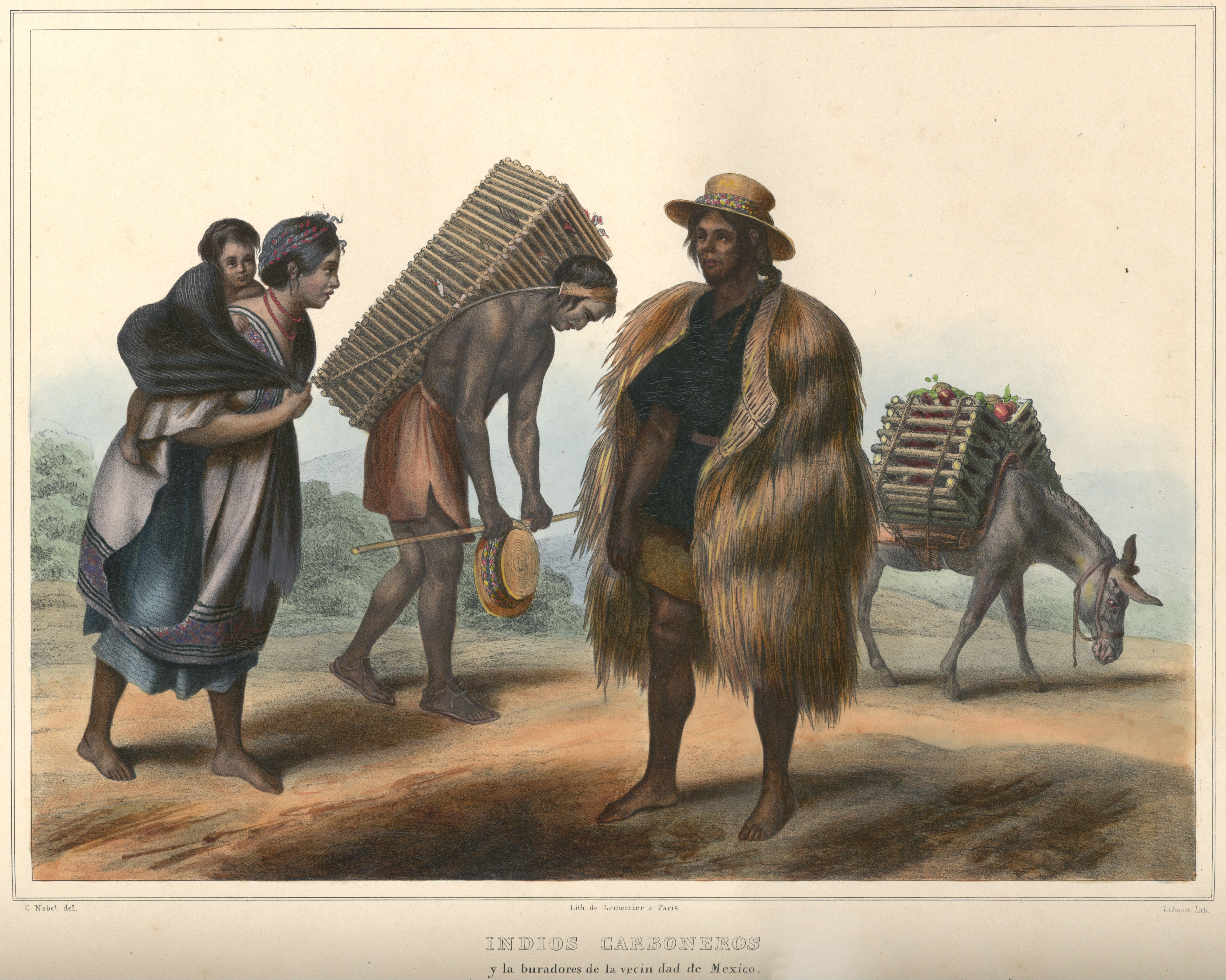
Meksykańscy Indianie – litografia z XIX w.

Lata 30. to przede wszystkim okres, w którym Traven napisał i wydał tzw. cykl „mahoniowy” (znany też jako Caoba – od hiszp. „mahoń”), grupę sześciu powieści, na które złożyły się Der Karren (wydawany też pod tytułem Die Carreta, 1931), Regierung (pol. Rząd, 1931), Der Marsch ins Reich der Caoba (pol. Marsz do królestwa mahoniu, 1933), Die Troza (Trozas, 1936), Die Rebellion der Gehenkten (pol. Bunt powieszonych, 1936) i Ein General kommt aus dem Dschungel (pol. Generał wychodzi z dżungli, tłumaczenie szwedzkie ukazało się w 1939, oryginał niemiecki został wydany w 1940). Na język polski przetłumaczono tylko dwie części tego cyklu: Der Karren, opublikowany najpierw przed II wojną światową w 1934 w tłumaczeniu Leo Belmonta w dwóch tomach pod wspólnym tytułem W jarzmie, wznowiony w 1949 również w dwóch tomach, ale z osobnym tytułem drugiego tomu: W jarzmie i Jarmark świętego Caralampio, a w 1956 przetłumaczony na nowo przez Teresę Jętkiewicz jako La carreta; oraz Trozas (od hiszp. troza – kłoda mahoniu), wydany w 1959. Powieści te opisują życie meksykańskich Indian w stanie Chiapas na początku XX wieku, zmuszanych do pracy w nieludzkich warunkach przy wyrębie drewna mahoniowego w obozach pracy (hiszp. monterías) w dżungli, co doprowadza ich w końcu do buntu i wybuchu rewolucji meksykańskiej.
Po stworzeniu cyklu „mahoniowego” B. Traven praktycznie zamilkł jako twórca większych form literackich, wydając jedynie opowiadania, m.in. w 1950 napisane najpierw po angielsku dłuższe opowiadanie – baśń meksykańską pt. Macario (w języku polskim opublikowane w tomie Nocny gość w 1972), które w 1953 zostało uznane przez dziennik „The New York Times” najlepszym opowiadaniem roku. Ostatnią powieścią Travena, wydaną w 1960, była Aslan Norval, historia amerykańskiej milionerki, zamężnej ze starzejącym się przedsiębiorcą, a jednocześnie zakochanej w młodym mężczyźnie, która jako alternatywę dla zbrojeń atomowych i programów eksploracji kosmosu zamierza zbudować kanał biegnący przez całe Stany Zjednoczone. Całkowicie odmienne od pozostałej twórczości pisarza tematyka i język powieści sprawiły, że przez długi czas była ona odrzucana przez wydawców, którzy powątpiewali w prawdziwość autorstwa Travena, powieść była też oskarżana o „pornografię” i „trywialność”. Książka została przyjęta dopiero gruntownej redakcji stylistycznej dokonanej przez Johannesa Schönherra, który dostosował jej język do stylu „travenowskiego”. Wątpliwości dotyczące Aslan Norval utrzymują się do dzisiaj i jeszcze bardziej zaciemniają kwestię tożsamości pisarza i rzeczywistego autorstwa jego książek.

### Inne utwory
Oprócz powyższych dwunastu powieści B. Traven napisał też dużo opowiadań, z których część do dzisiaj pozostaje w rękopisach. Poza wspomnianym Macario pisarz opracował np. indiańską legendę o stworzeniu słońca i księżyca (Sonnen-Schöpfung, po raz pierwszy wydaną w tłumaczeniu czeskim w 1934, w oryginale niemieckim opublikowaną w 1936). Pierwszy zbiór opowiadań pisarza pt. Der Busch (pol. Krzak) ukazał się w 1928 (w 1930 opublikowano jego drugie, poszerzone wydanie); od lat 40. wiele opowiadań i nowel ukazywało się też w czasopismach i antologiach w różnych językach. W języku polskim tom opowiadań B. Travena ukazał się w 1972 pt. Nocny gość.
Osobną pozycją w dorobku Travena jest Land des Frühlings (pol. Kraina wiosny) z 1928, reportażowa opowieść o meksykańskim stanie Chiapas, a w rzeczywistości przedstawienie lewicowych i anarchistycznych poglądów pisarza na współczesny mu świat. Książka, wydana przez wydawnictwo Travena Büchergilde Gutenberg, była ilustrowana fotografiami wykonanego przez samego pisarza.

### Przesłanie utworów B. Travena

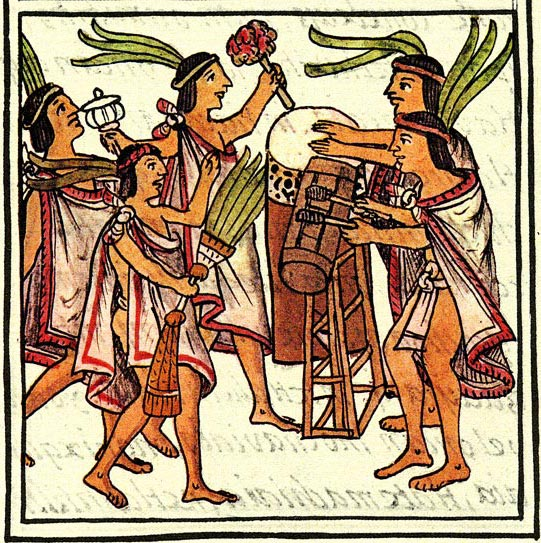
Aztekowie grający na bębnach. Ilustracja z Kodeksu Florentino z XVI w.

Dzieła B. Travena chyba najlepiej można określić jako „proletariackie powieści przygodowe”. Opowiadają one o egzotycznych podróżach, awanturnikach wyjętych spod prawa i Indianach; wiele występujących w nich motywów można też spotkać np. w powieściach Karla Maya i Jacka Londona. W przeciwieństwie do większości przedstawicieli gatunku literatury przygodowej czy westernowej, książki Travena wyróżniają się jednak nie tylko bardzo szczegółową charakterystyką środowiska społecznego ich protagonistów, lecz również konsekwentnym przedstawianiem świata z perspektywy „uciśnionych i wyzyskiwanych”. Bohaterowie Travena z reguły pochodzą z nizin społecznych, ze środowiska proletariackiego lub lumpenproletariackiego, są bardziej antybohaterami niż bohaterami, a pomimo to mają w sobie pierwotną siłę życia, która wciąż zmusza ich do walki. „Sprawiedliwy porządek” lub moralność chrześcijańska, widoczne w powieściach przygodowych innych autorów, np. Karla Maya, dla Travena i jego bohaterów nie mają żadnego znaczenia.
Zamiast tego w centrum akcji powieści z reguły znajduje się anarchistyczny pierwiastek buntu. Zawsze wynika on z bezpośredniego odrzucenia poniżających warunków życia bohatera i zawsze to sami uciśnieni doprowadzają do własnego wyzwolenia lub przynajmniej próbują tego dokonać. Przy tym w książkach Travena właściwie nie występują programy polityczne; najwyraźniejszym manifestem, jaki w ogóle pojawił się w jego utworach, jest być może ogólne, anarchistyczne żądanie „Tierra y Libertad” (pol. „Ziemi i wolności”) w cyklu „mahoniowym”. Zawodowi politycy, również ci występujący po stronie lewicy, z reguły są natomiast ukazywani w negatywnym świetle; jeśli w ogóle się o nich wspomina, grają role czarnych charakterów. Mimo to książki Travena są dziełami par excellence politycznymi. Chociaż autor nie oferuje żadnego programu pozytywnego, zawsze wskazuje na przyczynę cierpień swoich bohaterów. Źródłem tych cierpień, pozbawienia godności, nędzy i śmierci jest dla niego kapitalizm, w rozważaniach bohatera Statku śmierci spersonifikowany jako Cäsar Augustus Imperator. Tę krytykę kapitalizmu B. Traven uprawiał jednak bez nachalnego moralizatorstwa, lecz, ubierając swoje powieści w kostium literatury przygodowej lub z Dzikiego Zachodu, próbował z nią dotrzeć do mniej wykształconych warstw, przede wszystkim robotniczych.
W swoim przedstawieniu ucisku i wyzysku Traven nie ograniczał się do krytyki kapitalizmu, w centrum jego zainteresowania znajdowały się raczej prześladowania na tle rasowym meksykańskich Indian. Motywy te, widoczne przede wszystkim w cyklu „mahoniowym” w latach 30. XX wieku były całkowitą nowością; większość lewicowych intelektualistów, pomimo swojego negatywnego stosunku do europejskiego i amerykańskiego „imperializmu”, nie wiedziała, lub nie interesowała się prześladowaniami tubylców w Afryce, Azji czy Ameryce Południowej. Zasługą Travena jest zwrócenie uwagi na te kwestie, na długo przed ruchami antykolonialnymi i walką o równouprawnienie czarnej ludności w Stanach Zjednoczonych.

## Zagadka biografii B. Travena

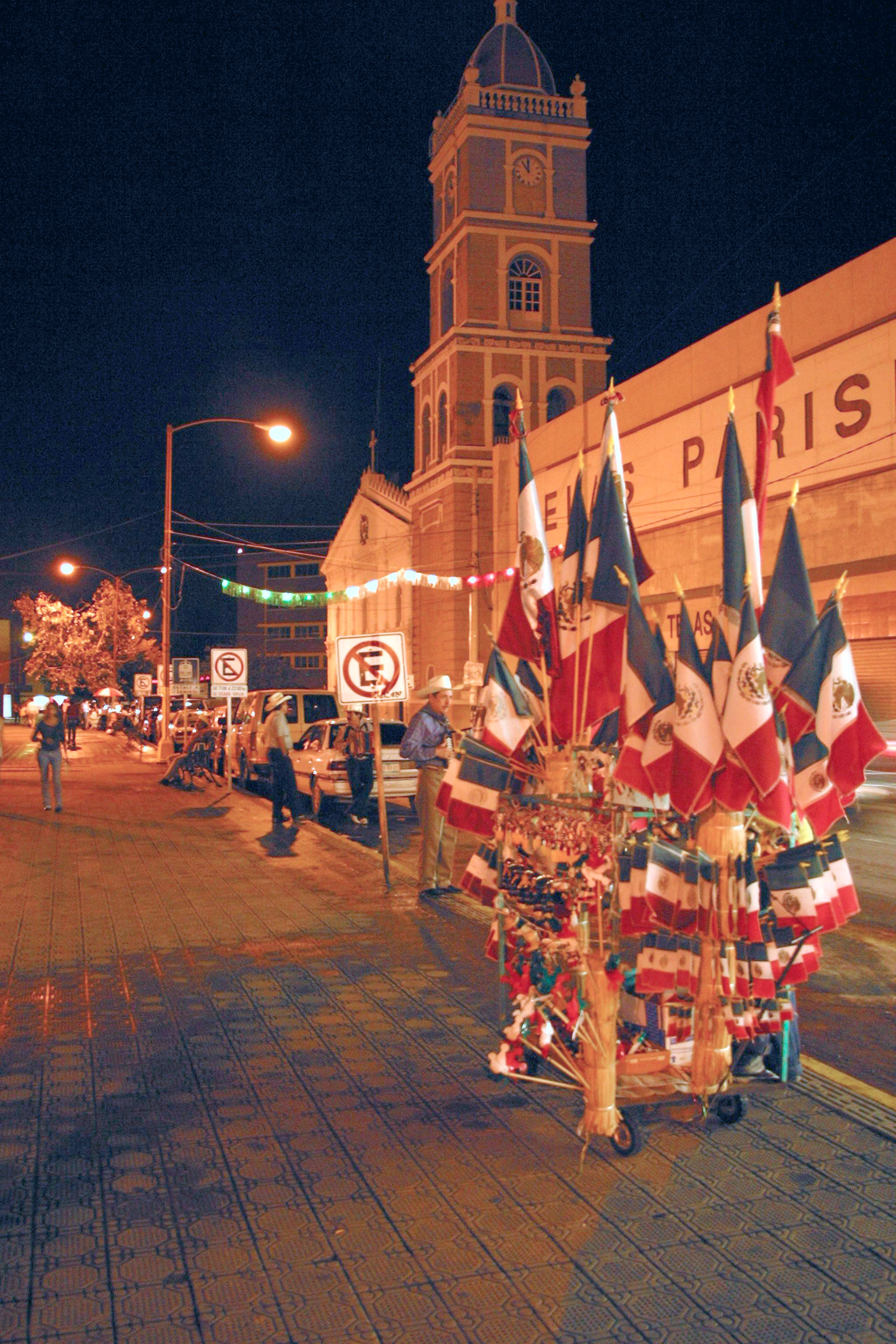
Pochód w Ciudad Victoria, stolicy stanu Tamaulipas, w którym mieszkał B. Traven

B. Traven przesyłał, sam lub przez przedstawicieli, swoje utwory do publikacji z Meksyku do Europy pocztą, jako adres zwrotny podawał skrytkę w meksykańskim urzędzie pocztowym. Jako właściciel praw autorskich w jego książkach figurował „B. Traven, Tamaulipas, Meksyk”. Zarówno europejscy, jak i amerykańscy wydawcy B. Travena nigdy nie zetknęli się z nim osobiście, lub przynajmniej osoby, z którymi negocjowali w sprawie wydania, a później również ekranizacji jego książek, zawsze utrzymywały, że są tylko agentami literackimi Travena, tożsamość samego pisarza miała pozostać tajemnicą. Tę niechęć do udzielania jakichkolwiek informacji o swoim życiu B. Traven wyjaśnił w słowach, które miały stać się jednym z jego najbardziej znanych cytatów:

Jeśli człowiek nie jest rozpoznawalny przez swoje dzieła, albo człowiek nie jest nic wart, albo jego dzieła nie są nic warte.

Mimo że popularność autora cały czas rosła (Encyklopedia Brockhausa poświęciła mu hasło już w swojej edycji z 1934 roku), B. Traven pozostawał postacią zagadkową. Krytycy literaccy, dziennikarze i inni próbowali dociec tożsamości autora i wysuwając przy tym bardziej lub mniej wiarygodne, czasami fantastyczne hipotezy.

### Hipoteza Reta Maruta

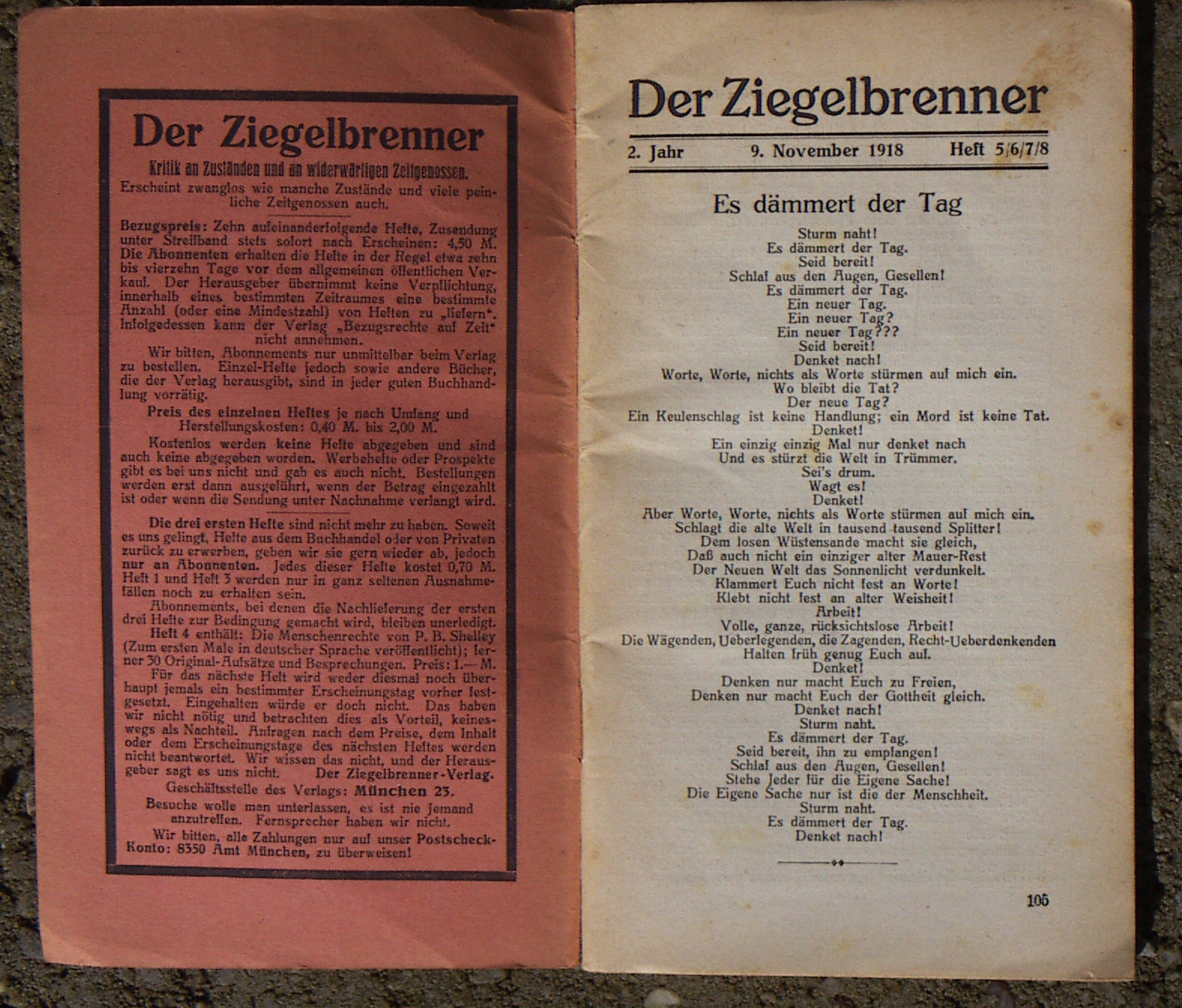
Anarchistyczne czasopismo „Der Ziegelbrenner”, wydawane przez Reta Maruta

Autorem pierwszej hipotezy dotyczącej tożsamości B. Travena był niemiecki dziennikarz, pisarz i anarchista Erich Mühsam, który wysunął przypuszczenie, że za pseudonimem tym kryje się były aktor i dziennikarz Ret Marut. Marut, którego data i miejsce urodzenia są nieznane, przed I wojną światową występował w teatrach w Essen, Suhl, Crimmitschau, Berlinie, Gdańsku i Düsseldorfie, sporadycznie też reżyserując sztuki i pisząc artykuły na tematy teatralne. Po wybuchu wojny w 1915 oświadczył wobec niemieckich władz, że jest obywatelem amerykańskim. Zaczął też angażować się politycznie: w 1917 zaczął wydawać czasopismo „Der Ziegelbrenner” (pol. „Wypalacz Cegieł”) o wyraźnie anarchistycznym profilu (wychodziło ono do 1921). Po proklamowaniu w Monachium w kwietniu 1919 Bawarskiej Republiki Rad Marut opowiedział się po stronie nowych władz i został kierownikiem Działu Prasowego Centralnej Rady Republiki Rad i członkiem Komisji Propagandy. Właśnie wtedy w Monachium poznał Ericha Mühsama, z którym się zaprzyjaźnił. Później, kiedy ukazały się pierwsze powieści B. Travena, Mühsam porównał ich język i treść ze znanymi mu pismami Maruta i doszedł do wniosku, że ich autorem musiała być ta sama osoba. Sam Ret Marut po obaleniu Bawarskiej Republiki Rad 1 maja 1919 został aresztowany i skazany na śmierć; zdołał jednak zbiec z więzienia i uniknął egzekucji – później ślad po nim zaginął. Jeśli osoba B. Travena jest tożsama z Retem Marutem, wydarzenia te mogą tłumaczyć, dlaczego pisarz utrzymywał, że jest Amerykaninem i zaprzeczał jakimkolwiek związkom z Niemcami: w Niemczech Ret Marut od 1919 był poszukiwany listem gończym.
Do bardzo podobnych wniosków co Mühsam, już po II wojnie światowej doszedł Rolf Recknagel, enerdowski literaturoznawca. W 1966 opublikował on swoją biografię Travena, w której twierdził, że książki sygnowane nazwiskiem B. Traven (również te powojenne) w rzeczywistości zostały napisane przez Reta Maruta. Hipoteza ta jest obecnie przyjęta przez dużą część literaturoznawców.

### Hipoteza Ottona Feigego

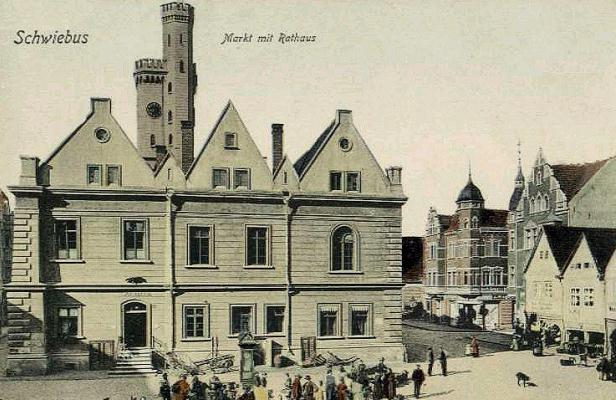
Ratusz w Świebodzinie, domniemanym miejscu urodzenia B. Travena (karta pocztowa z ok. 1900)

Hipoteza Reta Maruta nie wyjaśniała, w jaki sposób były aktor i anarchista trafił do Meksyku, nic też nie było wiadomo o wczesnych latach jego życia. Pod koniec lat 70. kwestią tą postanowili zająć się dziennikarze BBC, Will Wyatt i Robert Robinson, którzy wyniki swoich badań ogłosili w filmie dokumentalnym, wyemitowanym przez brytyjską telewizję 19 grudnia 1978, oraz książce Wyatta The Secret of the Sierra Madre, opublikowanej w 1980. Dziennikarze ci dotarli do akt Reta Maruta w Departamencie Stanu USA i ministerstwie spraw wewnętrznych (Home Office) w Wielkiej Brytanii, w których odkryli, że w 1923 Marut próbował przedostać się z Europy tranzytem przez Wielką Brytanię do Kanady, został jednak zawrócony z tego kraju i w końcu 30 listopada 1923 aresztowany i osadzony w londyńskim więzieniu w Brixton jako obcokrajowiec niemający pozwolenia na pobyt. Przesłuchiwany przez londyńską policję, Marut zeznał, że jego prawdziwe imię i nazwisko brzmi Hermann Otto Albert Maximilian Feige i że urodził się 23 lutego 1882 w Świebodzinie, ówczesnym Schwiebus w Niemczech.
Wyatt i Robinson przeprowadzili poszukiwania w polskich archiwach i potwierdzili prawdziwość tych faktów: zgadzały się zarówno data i miejsce urodzenia jak imiona rodziców podane przez Maruta. W dodatku ojciec Ottona Feigego miał być garncarzem, co korespondowałoby z tytułem czasopisma „Der Ziegelbrenner”, wydawanego przez Maruta. Brytyjscy dziennikarze stwierdzili również, że po nauce zawodu i odbyciu służby wojskowej około 1904/1905 Otto Feige zniknął bez śladu.
Ret Marut przebywał w więzieniu w Brixton do 15 lutego 1924. Po zwolnieniu wiosną 1924 zgłosił się do konsulatu USA z prośbą o potwierdzenie amerykańskiego obywatelstwa. Utrzymywał, że urodził się w 1882 w San Francisco, że w wieku 10 lat zaciągnął się do marynarki i odtąd podróżował po całym świecie, ale teraz chce uregulować swoją sytuację prawną. Również wcześniej w Niemczech Marut trzykrotnie ubiegał się o amerykańskie obywatelstwo, twierdząc, że urodził się w San Francisco 25 lutego 1882 jako syn Williama Maruta i Heleny Marut z domu Ottarent. W konsulacie nie wzięto tej historii poważnie, zwłaszcza że amerykańscy urzędnicy otrzymali od londyńskiej policji również drugą wersję życiorysu Maruta, tę o urodzeniu się w Świebodzinie, którą przedstawił podczas przesłuchania. Zdaniem Wyatta i Robinsona prawdziwa jest wersja przedstawiona przez Maruta policji – B. Traven urodził się jako Otto Feige w Świebodzinie i później zmienił imię i nazwisko na Ret Marut.
Hipoteza, że B. Traven jest tożsamy z Retem Marutem i Ottonem Feigem, jest akceptowana przez wielu badaczy, często jest też jednak odrzucana jako nieprawdopodobna. Tapio Helen wskazuje, że na przyjęcie takiej wersji życiorysu pisarza w zasadzie nie powinny pozwalać liczne amerykanizmy obecne w jego twórczości i w ogóle przepojenie jej kulturą amerykańską, które muszą świadczyć o przynajmniej długim okresie życia pisarza w środowisku amerykańskim, co w biografii Feigego i Maruta nie miało miejsca. Z drugiej strony, jeśli Marut nie był tożsamy z Ottonem Feigem, trudno wyjaśnić, skąd znał tak dobrze szczegóły jego urodzenia, łącznie z nazwiskiem panieńskim jego matki.
Hipotezę Ottona Feigego odrzucił również Karl S. Guthke, który przyjął, że bliższa prawdy była wersja Maruta o jego urodzeniu się w San Francisco, chociaż Guthke zgadzał się z twierdzeniem, że Marut z pewnością ubarwił swój życiorys.

### Przybycie do Meksyku

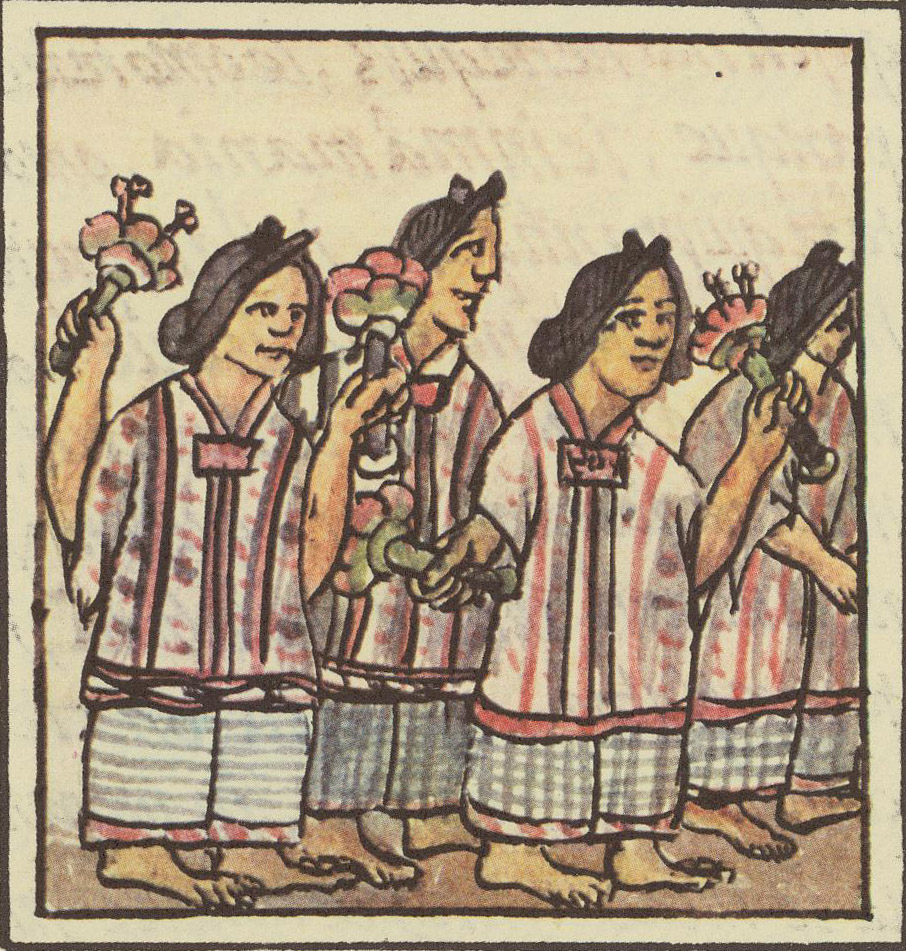
Azteckie święto. Ilustracja z Kodeksu Florentino

Po uwolnieniu z więzienia z Londynie Ret Marut miał ostatecznie przedostać się z Europy do Meksyku. Okoliczności tej podróży również nie są jasne. Według Rosy Eleny Lujan, wdowy po Halu Crovesie, który przez wielu badaczy jest utożsamiany z B. Travenem (patrz niżej), jej mąż po zwolnieniu z więzienia zaciągnął się na „statek śmierci” i popłynął do Norwegii, stamtąd innym statkiem śmierci do Afryki i wreszcie na pokładzie holenderskiego statku latem 1924 przypłynął do Tampico nad Zatoką Meksykańską. Doświadczenia z tych rejsów miał później wykorzystać w swojej powieści Statek śmierci. Twierdzenia te mają pewne pokrycie w dokumentach. Nazwisko Maruta figuruje na liście członków załogi norweskiego statku „Hegre”, który wypłynął z Londynu na Wyspy Kanaryjskie 19 kwietnia 1924; na tejże liście nazwisko to jest jednak skreślone, co sugerowałoby, że Marut ostatecznie nie wziął udziału w rejsie.
Meksyk na początku lat 20. XX wieku był miejscem, w którym znajdowało schronienie wielu amerykańskich Wobblies („mącicieli”) o skrajnie lewicowych poglądach; uciekali oni tam m.in. przed poborem do wojska, kiedy w 1917 Stany Zjednoczone przystąpiły do wojny. Jednym z czołowych działaczy w tym środowisku był Linn A.A. Gale. Jeszcze w Nowym Jorku w 1917 zaczął on wydawać pismo „GALE's International Monthly for Revolutionary Communism”, które ponownie zaczęło wychodzić w Meksyku od października 1918. Od 1918 działała też meksykańska sekcja anarchosyndykalistycznej organizacji Industrial Workers of the World. Było to z pewnością sprzyjające środowisko dla anarchisty-uciekiniera z Europy, a nazwisko Gale’a mogło stać się inspiracją dla postaci Geralda Gale’a, bohatera wielu powieści B. Travena, od Zbieraczy bawełny (po raz pierwszy wydanej pod tytułem Der Wobbly) i Statku śmierci. Z zachowanych notatek Travena wynika, że również on początkowo musiał pracować w ciężkich warunkach jako robotnik dniówkowy na plantacjach bawełny i polach roponośnych.
Są to jednak tylko domysły. Nie jest z pewnością wiadome, czy to Ret Marut po przybyciu do Meksyku (jeśli w ogóle tam trafił) przybrał pseudonim B. Traven i zaczął pod nim pisać swoje książki. Tapio Helen wskazuje na ogromny kontrast pomiędzy dotychczasowym doświadczeniem życiowym Maruta, kawiarnianego intelektualisty z Europy Środkowej a treścią jego powieści i opowiadań, wyróżniających się szczegółową znajomością kultury Meksyku i Indian, tematyki marynarskiej, problemów wędrownych robotników, różnej maści agitatorów i działaczy społecznych, w dodatku przenikniętych wieloma amerykanizmami i znajomością kultury amerykańskiej.
Rozwiązanie tej sprzeczności zaproponował szwajcarski badacz Max Schmid, który w serii ośmiu artykułów opublikowanych na przełomie 1963 i 1964 w zuryskim dzienniku „Tages-Anzeiger”, wysunął hipotezę tzw. Erlebnisträger (pol. „nośnika doświadczeń”). Według tej hipotezy (Schmid opublikował ją pod pseudonimem Gerard Gale, czyli nazwiskiem jednego z głównych bohaterów powieści B. Travena), Marut przybył z Europy do Meksyku ok. 1922/1923 i tam spotkał amerykańskiego włóczęgę (kogoś w typie Gerarda Galesa), który pisał opowiadania o swoich przeżyciach. Marut zdobył od niego te rękopisy, przetłumaczył na niemiecki, podlał sosem własnego światopoglądu anarchistycznego i jako własne, pod pseudonimem B. Traven, posłał do niemieckiego wydawcy.
Hipoteza Schmida ma zarówno swoich zwolenników, jak i przeciwników, obecnie jej weryfikacja wydaje się niemożliwa; w każdym razie życie B. Travena (Reta Maruta?) w Meksyku było nie mniej zagadkowe niż jego losy w Europie.

### Hipoteza Travena Torsvana

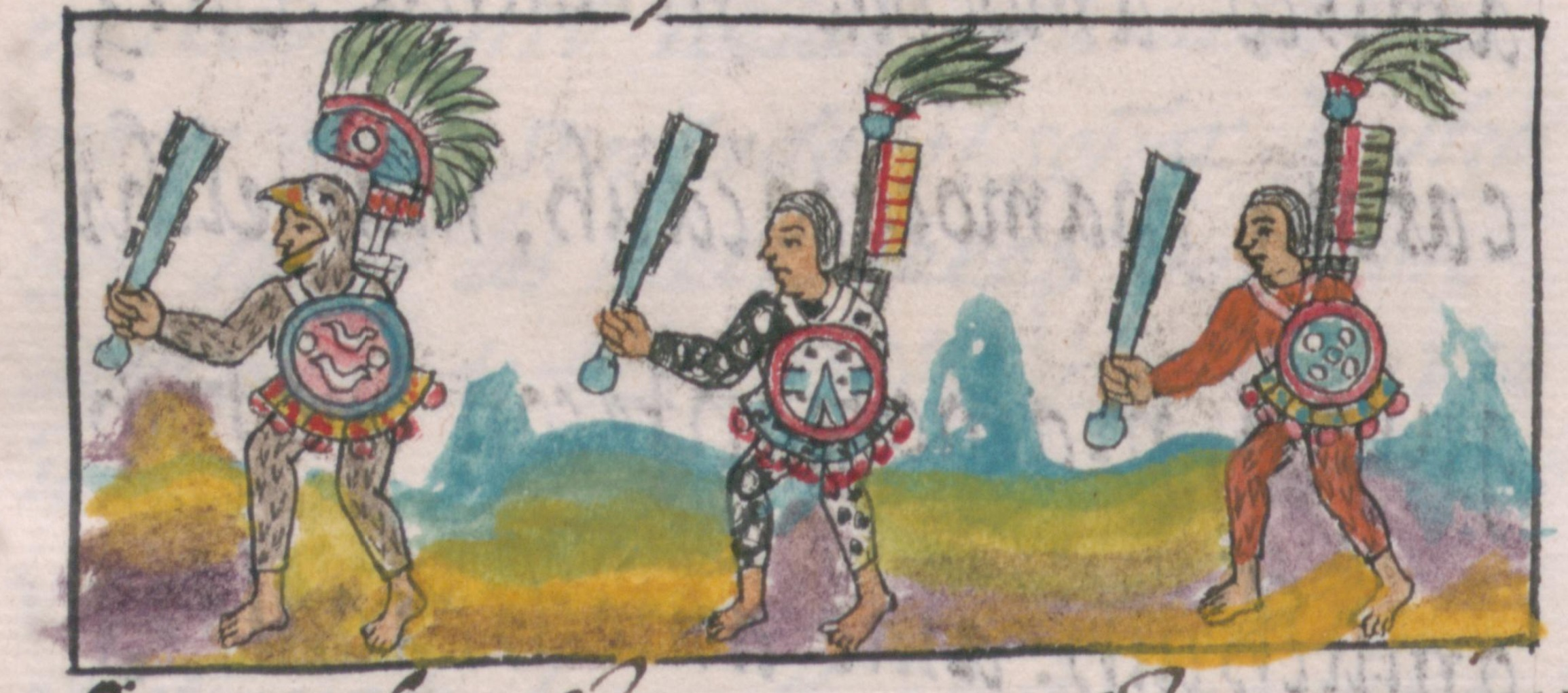
Azteccy wojownicy. Ilustracja z Kodeksu Florentino

Większość badaczy identyfikuje B. Travena z osobą o imieniu i nazwisku Berick Traven Torsvan, który żył w Meksyku przynajmniej od 1924. Wiadomo, że w 1924 wynajął on na północ od Tampico drewniany domek, w którym często przebywał i pracował do 1931. Od 1930 mieszkał natomiast w małym domku na obrzeżach Acapulco, skąd podejmował swoje wyprawy po Meksyku. Już w 1926 Torsvan wziął udział jako fotograf w ekspedycji archeologicznej w stanie Chiapas, kierowanej przez Enrique Juana Palaciosa; z wyprawy tej pochodzi jedno z nielicznych zdjęć ukazujących prawdopodobnie Travena (w hełmie korkowym), reprodukowane na wstępie tego artykułu. Do Chiapas, jak też do innych regionów Meksyku, podróżował też wielokrotnie w następnych latach, prawdopodobnie zbierając materiały do swoich książek. Żywo interesował się kulturą i historią Meksyku, uczestnicząc w latach 1927 i 1928 w kursach letnich języka hiszpańskiego, języków indiańskich (maya i nahuatl) oraz historii literatury latynoamerykańskiej i historii Meksyku na Universidad Nacional Autónoma de Mexico (UNAM).
W 1930 Torsvan otrzymał w Meksyku kartę stałego pobytu wystawioną na nazwisko Traven Torsvan (w wielu źródłach występuje też jeszcze jedno jego imię: Berick lub Berwick), w której jest określany jako amerykański inżynier. Wiadomo, że za Amerykanina cały czas podawał się też sam B. Traven. W 1933 pisarz wysłał do nowojorskiego wydawnictwa Alfred A. Knopf z propozycją publikacji rękopisy w języku angielskim swoich powieści Statek śmierci, Skarb Sierra Madre i Most w dżungli, utrzymując, że są to ich oryginalne wersje i że wcześniej wydane wersje niemieckie były tylko ich tłumaczeniem. Statek śmierci został wydany po angielsku (pt. The Death Ship) przez Knopfa w 1934, później w Stanach Zjednoczonych i Wielkiej Brytanii wydano też inne książki Travena. Porównanie wersji niemieckich i angielskich tych książek wykazuje jednak znaczne różnice pomiędzy nimi. Teksty angielskie z reguły są dłuższe, w obu wersjach występują też fragmenty, których nie ma w wydaniach w drugim języku. Sprawę zaciemnia dodatkowo fakt, że dzieła Travena wydane w języku angielskim są pełne germanizmów, a te wydane w języku niemieckim anglicyzmów.
Dzieła B. Travena cieszyły się też coraz większą popularnością w samym Meksyku. Przyczyniła się do tego Esperanza López Mateos, siostra późniejszego prezydenta Meksyku Adolfo Lópeza Mateosa, która od 1941 przetłumaczyła osiem książek Travena na język hiszpański, a później była również jego pełnomocnikiem w kontaktach z wydawcami i faktyczną właścicielką praw autorskich – miała się nimi opiekować, aby później przekazać je jego braciom.

### EkranizacjaSkarbu Sierra Madre. Hipoteza Hala Crovesa

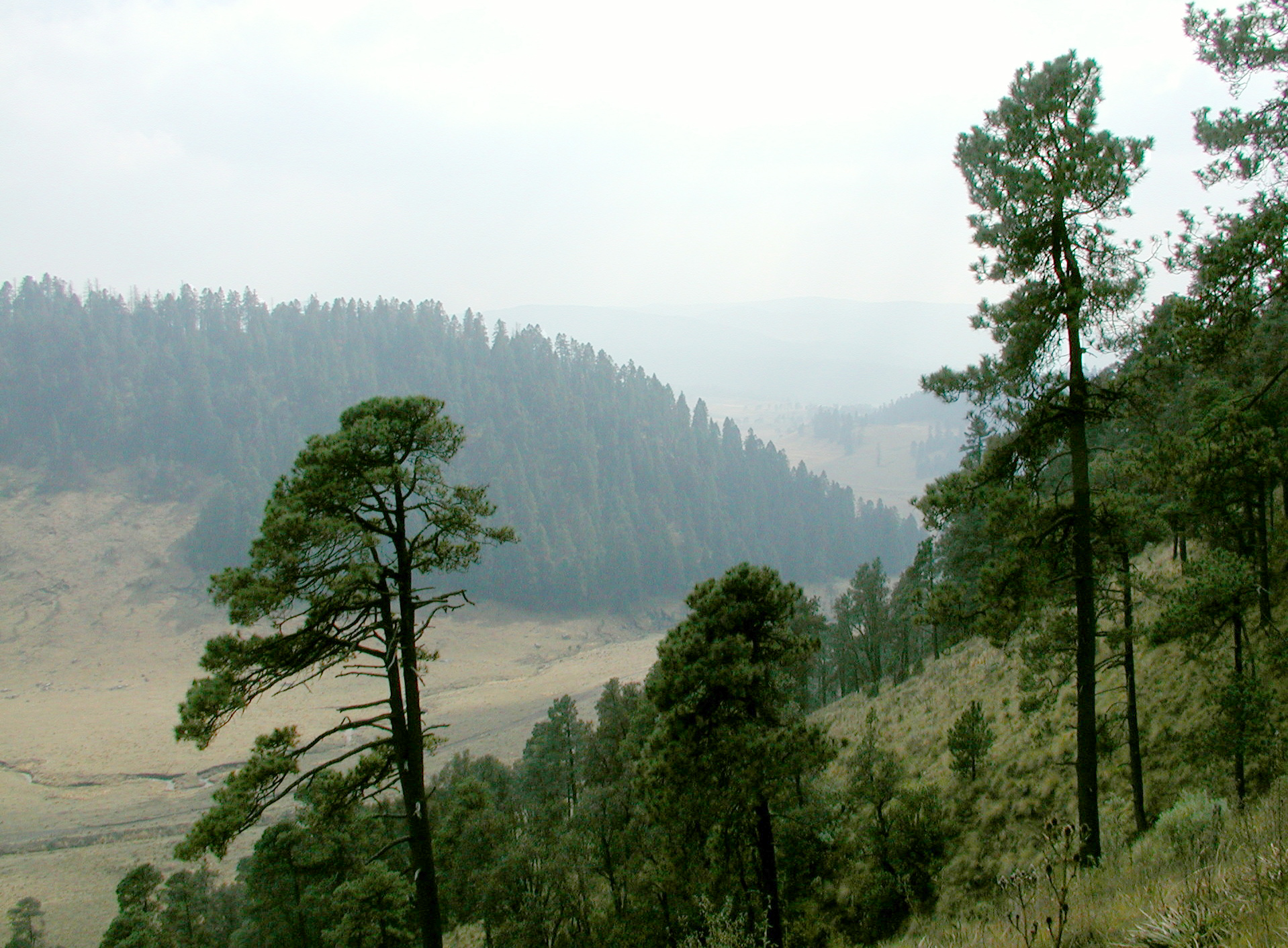
Góry Sierra Madre w Meksyku

Sukces wydawniczy Skarbu Sierra Madre, który w języku angielskim został wydany przez Knopfa w 1935 pt. The Treasure of the Sierra Madre, spowodował, że wytwórnia Warner Bros. w 1941 zakupiła prawa do ekranizacji powieści; jej sfilmowaniem miał zająć się John Huston. Japoński atak na Pearl Harbor przerwał prace na filmem, które zostały wznowione już po wojnie.
W 1946 Huston umówił się na spotkanie z B. Travenem w hotelu Bamer w stolicy Meksyku, aby omówić szczegóły ekranizacji. Zamiast pisarza pojawił się nieznany mężczyzna, który przedstawił się jako Hal Croves, tłumacz z Acapulco i San Antonio, i okazał rzekome pełnomocnictwo od B. Travena, w piśmie tym pisarz upoważniał go do podejmowania wszelkich decyzji w jego imieniu. Croves, zamiast pisarza, był obecny również na kolejnym spotkaniu w Acapulco i potem, jako konsultant techniczny, przez cały czas na planie filmu podczas jego realizacji w Meksyku w 1947. To zagadkowe postępowanie pisarza i jego rzekomego agenta spowodowało, że już w trakcie kręcenia filmu duża część ekipy była przekonana, że Hal Croves to sam B. Traven w przebraniu. Kiedy film po premierze 23 stycznia 1948 stał się przebojem kasowym a później zdobył też trzy Oscary, w Stanach Zjednoczonych wybuchła prawdziwa gorączka travenowska, w dużej mierze podsycana ze względów marketingowych przez samą wytwórnię Warner Bros.; amerykańskie media rozpisywały się o tajemniczym autorze, który incognito uczestniczył w realizacji filmu opartego na jego powieści.
W wielu biografiach B. Travena jest powtarzana teza, jakoby również reżyser John Huston od początku był przekonany, że Hal Croves to B. Traven. Nie odpowiada to prawdzie. Już w 1948 Huston zaprzeczył, jakoby identyfikował Crovesa z Travenem. Również w swojej autobiografii, wydanej w 1980, Huston napisał, że początkowo brał pod uwagę, że Croves może być Travenem, po obserwacji jego zachowania doszedł jednak do wniosku, że tak nie jest. Według Hustona Hal Croves podczas realizacji Skarbu Sierra Madre prowadził jednak podwójną grę. Pytany przez członków ekipy filmowej, czy jest Travenem, zaprzeczał, czynił to jednak w taki sposób, aby pytający dochodzili do wniosku, że on i B. Traven to jedna osoba.

### „Zdemaskowanie” i zniknięcie Torsvana

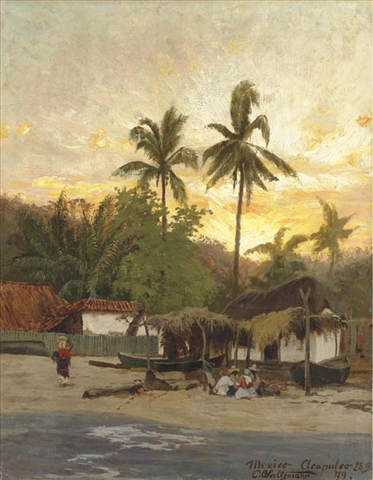
Acapulco, litografia z 1879

Rozgłos medialny, jaki towarzyszył premierze Skarbu z Sierra Madre, i nimb tajemniczości, wciąż otaczający autora literackiego pierwowzoru filmu (opowiadano nawet, że magazyn „Life” wyznaczył nagrodę 5 tys. dolarów za odszukanie prawdziwego B. Travena) spowodowały, że meksykański dziennikarz Luis Spota postanowił odszukać Hala Crovesa, który po zakończeniu zdjęć do filmu zniknął latem 1947. Dzięki informacjom uzyskanym z Banco de México Spota w lipcu 1948 odnalazł mężczyznę, który pod nazwiskiem Traven Torsvan mieszkał pod Acapulco. Oficjalnie prowadził tam gospodę, jego obskurny lokal nie miał jednak wielu klientów; sam Torsvan był odludkiem, którego sąsiedzi nazywali El Gringo, co w krajach latynoamerykańskich jest zwyczajowym określeniem Amerykanina. Sprawdzając w urzędowych archiwach, Spota odkrył, że Torsvan w 1930 w Meksyku otrzymał kartę stałego pobytu, a w 1942 dowód osobisty; w obu dokumentach jako data i miejsce urodzenia podano 5 marca 1890 w Chicago. Do Meksyku Torsvan miał przyjechać z USA w 1914, przekraczając granicę w Ciudad Juárez. Posługując się częściowo nieczystymi metodami (Spota przekupił listonosza dostarczającego pocztę Torsvanowi), dziennikarz odkrył, że Torsvan otrzymuje od Josefa Wiedera z Zurychu honoraria na nazwisko B. Traven, na jego biurku znalazł też paczkę z książką od amerykańskiego pisarza Uptona Sinclaira, również zaadresowaną do B. Travena, za pośrednictwem Esperanzy López Mateos. Kiedy Spota zapytał Torsvana wprost, czy on, Hal Croves i B. Traven to ta sama osoba, ten zdenerwowany zaprzeczył, zdaniem dziennikarza zaplątał się jednak we własnych wyjaśnieniach i w końcu pośrednio przyznał, że jest pisarzem.
Wyniki swoich badań Spota opublikował w długim artykule w czasopiśmie „Mañana” z 7 sierpnia 1948; 14 sierpnia w czasopiśmie „Hoy” ukazało się zaprzeczenie Torsvana. Wkrótce potem Torsvan zniknął, podobnie jak wcześniej Hal Croves. Jedyną informacją, jaka zachowała się o nim z lat późniejszych jest to, że 3 września 1951 miał otrzymać obywatelstwo meksykańskie.

### Agenci B. Travena.BT-Mitteilungen

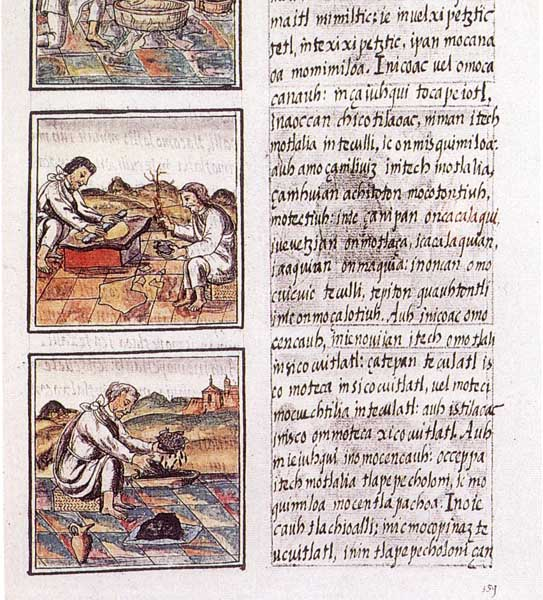
Strona z Kodeksu Florentino

Wspomniana już Esperanza López Mateos z B. Travenem współpracowała przynajmniej od 1941, kiedy przetłumaczyła jego pierwszą powieść Most w dżungli (później przełożyła jeszcze siedem innych powieści pisarza). Esperanza, siostra późniejszego prezydenta Meksyku Adolfo Lópeza Mateosa, odgrywała w życiu Travena coraz większą rolę, w 1947 pojechała np. do Europy, aby reprezentować go wobec wydawców, wreszcie od 1948, zawsze wspólnie z Josefem Wiederem z Zurychu, figurowała w książkach Travena jako właścicielka prawa autorskich. Josef Wieder współpracował z pisarzem już od 1933 jako pracownik Büchergilde Gutenberg. W roku tym berlińskie wydawnictwo Büchergilde Gutenberg, dotychczasowy wydawca B. Travena, po objęciu władzy przez Adolfa Hitlera zostało zamknięte przez nazistów (książki Travena w latach 1933–1945 były zakazane w Niemczech) i autor przeniósł prawa do swoich dzieł na emigracyjny oddział Büchergilde w Zurychu, dokąd wyemigrowali wydawcy. W 1939 autor zrezygnował ze współpracy z Büchergilde; odtąd jako jego przedstawiciel występował Josef Wieder, były pracownik wydawnictwa, który jednak sam osobiście nigdy nie poznał pisarza. Esperanza López Mateos zmarła, popełniając samobójstwo, w 1951; jej sukcesorką stała się Rosa Elena Luján, przyszła żona Hala Crovesa.
W styczniu 1951 Josef Wieder i Esperanza López Mateos, a po jej śmierci Rosa Elena Luján, zaczęli publikować w Zurychu powielaczowy periodyk „BT-Mitteilungen” (w wolnym tłumaczeniu „Komunikaty dotyczące B. Travena”), zajmujący się promocją twórczości Travena, który ukazywał się do śmierci Wiedera w 1960. Zdaniem Tapio Helen wydawnictwo to posługiwało wulgarnymi metodami, często publikując ewidentne fałszerstwa, np. o nagrodzie wyznaczonej przez magazyn „Life”, kiedy już było wiadomo, że nagroda ta jest tylko chwytem marketingowym. W czerwcu 1952 czasopismo opublikowało „autentyczną biografię” Travena, według której pisarz urodził się na przełomie wieków na Środkowym Zachodzie Stanów Zjednoczonych w rodzinie imigrantów ze Skandynawii, nigdy nie chodził do szkoły, od siódmego roku życia musiał zarabiać na swoje utrzymanie, a w wieku 10 lat przybył do Meksyku jako chłopiec okrętowy na pokładzie holenderskiego parowca. Powtórzono też wielokrotnie prezentowaną tezę, że książki B. Travena są pisane oryginalnie w języku angielskim i dopiero potem tłumaczone na niemiecki przez szwajcarskiego tłumacza.

### Powrót Hala Crovesa
Tymczasem Hal Croves, który czasowo zniknął po nakręceniu filmu Skarb Sierra Madre, ponownie pojawił się na scenie literackiej w Acapulco. Występował jako pisarz i agent B. Travena, w imieniu którego negocjował z wydawcami i wytwórniami filmowymi w sprawie wydawania i ekranizacji jego książek. Od 1952 sekretarką Crovesa była Rosa Elena Luján; 16 maja 1957 oboje wzięli ślub w San Antonio w Teksasie. Po ślubie oboje zamieszkali w mieście Meksyk, gdzie prowadzili Agencję Literacką R.E. Luján; po śmierci Josefa Wiedera w 1960 była ona jedynym właścicielem praw do książek Travena.
W październiku 1959 Hal Croves i Rosa Elena Luján odwiedzili Niemcy z okazji premiery filmu Statek śmierci na podstawie powieści Travena. Reporterzy próbowali wtedy skłonić Crovesa do przyznania, że jest Travenem, jednak bezskutecznie. Próby takie kończyły się bez powodzenia również w latach 60. Dziennikarze wielokrotnie próbowali dostać się do domu Crovesa w Meksyku, tylko nieliczni byli jednak dopuszczani do niego przez Rosę, która bardzo strzegła prywatności swojego, już bardzo podeszłego w latach, na wpół niewidomego i w pół głuchego męża; artykuły i wywiady musiały poza tym być zawsze autoryzowane przez żonę. Na pytania dziennikarzy, czy jest Travenem, Croves zawsze zaprzeczał lub odpowiadał wymijająco, powtarzając zdanie jeszcze z lat 20., że ważne jest dzieło, nie człowiek.

### Śmierć Hala Crovesa. Rozwiązanie zagadki?

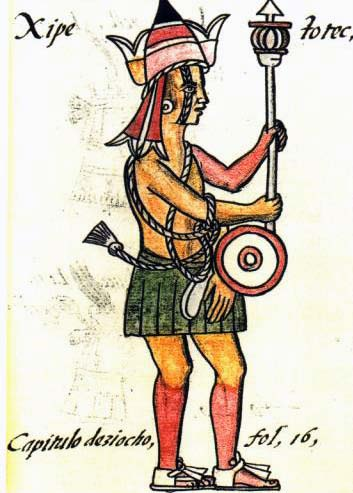
Ilustracja z Kodeksu Florentino

Hal Croves zmarł w Meksyku 26 marca 1969. Tego samego dnia wdowa po nim Rosa Elena Luján na konferencji prasowej oświadczyła, że prawdziwe imię i nazwisko jej męża brzmiało Traven Torsvan Croves, że jej mąż urodził się 3 maja 1890 w Chicago, że jego rodzicami byli Burton Torsvan, pochodzenia norweskiego, i Dorothy Croves, pochodzenia anglosaskiego, i że w swoim życiu posługiwał się on również pseudonimami B. Traven i Hal Croves. Informacje te odczytała z testamentu swojego męża, który został sporządzony przez niego na trzy tygodnie (4 marca) przed śmiercią. Na nazwisko Traven Torsvan Croves sporządzono też akt zgonu; prochy pisarza, po skremowaniu, rozrzucono z samolotu nad dżunglą stanu Chiapas.
Wydawało się to ostatecznym rozwiązaniem zagadki biografii pisarza – B. Traven okazał się, jak zawsze sam twierdził, Amerykaninem, nie Niemcem Retem Marutem. Rozwiązanie to było jednak tylko pozorne. W jakiś czas po śmierci Crovesa wdowa po nim wydała kolejne oświadczenie dla prasy, informując, że mąż upoważnił ją do przedstawienia całej historii swojego życia, również tej, którą przemilczał w testamencie. Dziennikarze usłyszeli, że Croves w młodości miał być również niemieckim rewolucjonistą Retem Marutem, co godziło zwolenników zarówno teorii o amerykańskości, jak i o niemieckości pisarza. W wywiadzie dla International Herald Tribune z 8 kwietnia 1969 Rosa Elena Luján sprecyzowała te doniesienia, twierdząc, że rodzice jej męża po jakimś czasie po urodzeniu syna przeprowadzili się ze Stanów Zjednoczonych do Niemiec. Tam jej mąż odniósł sukces powieścią Statek śmierci, po czym po raz pierwszy miał wyjechać do Meksyku, wrócił jednak, aby redagować antywojenne czasopismo podczas I wojny światowej w kraju, w którym „rósł w siłę nazizm”. Został skazany na śmierć, zdołał jednak uciec i znowu wyjechał do Meksyku. Wywiad ten budzi poważne wątpliwości przede wszystkim z powodu pomieszania chronologii – Statek śmierci ukazał się w 1926, nie przed I wojną światową.
Z drugiej strony hipotezę niemieckości B. Travena zdaje się potwierdzać obszerne archiwum pozostałe po Halu Crovesie, udostępniane przez wdowę po nim do jej śmierci w 2009 nielicznym literaturoznawcom – w 1976 badania w nim prowadził Rolf Recknagel, a w 1982 Karl Guthke. Materiały te zawierają m.in. bilety kolejowe i banknoty z różnych krajów Europy Środkowo-Wschodniej, być może pamiątki po ucieczce Reta Maruta z Niemiec po nieudanej rewolucji w Bawarii w 1919. Bardzo interesującym dokumentem jest mały notes z zapiskami w języku angielskim. Pierwszy wpis pochodzi z 11 lipca 1924, a pod datą 26 lipca zapisano w notesie: „The Bavarian of Munich is dead” (pol. „Bawarczyk z Monachium umarł”). Pisarz mógł zacząć prowadzić te zapisy po przybyciu z Europy do Meksyku, a notatka mogła być wyrazem odcięcia się od europejskiej przeszłości i rozpoczęcia nowej egzystencji jako B. Traven.

### Inne hipotezy

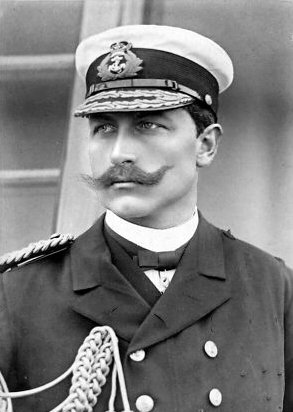
Cesarz Wilhelm II. Według jednej z hipotez jego nieślubnym synem miał być B. Traven

Przedstawione powyżej hipotezy, identyfikujące B. Travena z Halem Crovesem, Travenem Torsvanem, Retem Marutem i ewentualnie Ottonem Feige, nie są jedynymi, jakie od połowy lat 20. XX wieku pojawiały się na temat tożsamości pisarza. Niektóre z nich mają pewne naukowe podstawy, niektóre są całkiem fantastyczne i niewiarygodne. Poniżej zestawiono kilka najczęstszych, oprócz już wymienionych, hipotez:
- B. Traven był Niemcem, pochodził jednak nie ze Świebodzina, lecz z północnych Niemiec, regionu pomiędzy Hamburgiem a Lubeką. Świadczy o tym zachowana kaseta magnetofonowa, nagrana przez jego pasierbicę Malú Montes de Oca (córkę Rosy Luján), na której śpiewa on dwie piosenki w dialekcie dolnoniemieckim, z typowymi cechami dla języka tego regionu. W okolicy tej dość częstym imieniem jest Torsvan; przepływa przez nią rzeka Trave, nad którą leżą takie miejscowości jak Traventhal, Travenhorst, a w dzielnicy Lubeki Travemünde znajduje się wielki port promowy na Morzu Bałtyckim[2][20].
- B. Traven był nieślubnym synem cesarza Niemiec Wilhelma II. Hipotezę taką przedstawił w 1967, po pięcioletnich poszukiwaniach, Gerd Heidemann, reporter tygodnika „Stern”, który twierdził, że informację taką uzyskał od Rosy Luján, żony Hala Crovesa, który miał być tożsamy z Travenem. Później aczkolwiek dziennikarz dystansował się od tej hipotezy. Sam Heidemann w latach 80. skompromitował się współudziałem w fałszerstwie rzekomych dzienników Hitlera[21][20][22].
- B. Traven to w istocie amerykański pisarz Jack London, który tylko upozorował swoje samobójstwo, przeniósł się później do Meksyku i tam nadal tworzył[20].
- Pod pseudonimem B. Traven ukrył się amerykański pisarz Ambrose Bierce, który w 1913 wyjechał do Meksyku, aby wziąć udział w rewolucji meksykańskiej i tam zaginął bez wieści[20].
- B. Traven to pseudonim Adolfa Lópeza Mateosa, prezydenta Meksyku w latach 1958–1964. Źródłem tej pogłoski był prawdopodobnie fakt, że pośredniczką Travena w kontaktach z wydawcami i jego tłumaczką na hiszpański była Esperanza López Mateos, siostra Adolfa. Niektórzy otrzymywali wręcz, że książki wydane pod pseudonimem B. Traven napisała sama Esperanza[21].
- Pseudonimu B. Traven używał August Bibelje, były hamburski celnik, poszukiwacz złota i przygód. Hipotezę tę przedstawił – i odrzucił – również dziennikarz Gerd Heidemann. Według Heidemanna Ret Marut spotkał Bibelje po przybyciu do Meksyku i wykorzystał jego doświadczenia w takich powieściach jak Zbieracze bawełny, Statek śmierci i Skarb Sierra Madre. Sam Bibelje powrócił jednak później do Europy i w 1937 zginął w wojnie domowej w Hiszpanii[21].

## Recepcja twórczości B. Travena w Polsce

### Książki Travena wydawane w Polsce w okresie międzywojennym

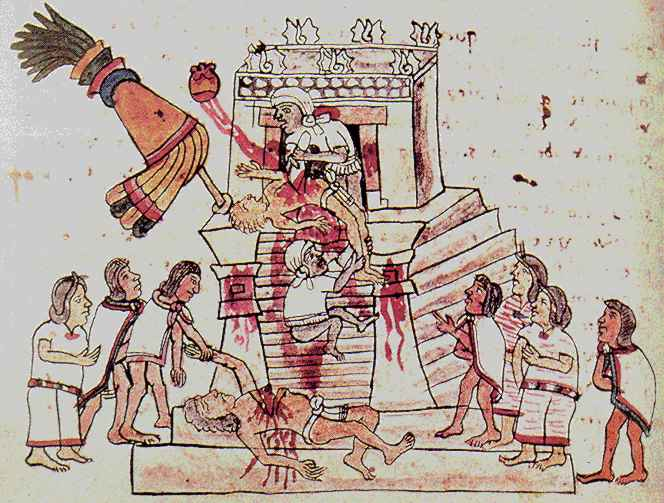
Aztekowie składają ofiarę z ludzi. Ilustracja z Kodeksu Florentino

Książki Travena publikowano w Polsce już w okresie międzywojennym, ich wydawcą było Polskie Wydawnictwo Przyjaciół Książki, wywodzące się z oficyny Renaissance, wydające głównie literaturę popularną, ale na dość wysokim poziomie literackim – w programie wydawnictwa dzieła B. Travena, którego wydawano pod imieniem i nazwiskiem Bruno Traven, sąsiadowały z sentymentalnymi powieściami Jadwigi Courts-Mahler, ale też ambitniejszymi utworami Sinclaira Lewisa, Jakoba Wassermanna, czy Franza Werfla. W latach 30. wydano łącznie sześć powieści Travena: Okręt śmierci (1933), Most w dżungli (1933), Białą różę (1933), Skarb w Sierra Madre (1934), Bawełnę i krew (1934) oraz Der Karren, wydany po polsku w 1934 w dwóch tomach pod wspólnym tytułem W jarzmie. Trzy z tych powieści zostały przetłumaczone przez Witolda Bełzę, dyrektora Biblioteki Miejskiej w Bydgoszczy, który sam też parał się działalnością literacką i dziennikarską. Książki Travena cieszyły się dużą popularnością wśród czytelników i osiągały duże nakłady jako dzieła literatury sensacyjnej, opasywano je nawet banderolami z rekomendacją rzekomo samego Alberta Einsteina: „Co wziąłbym z sobą wszędzie, nawet na bezludną wyspę? – książki Travena”. O wiele gorsze zdanie o książkach Travena mieli recenzenci, którzy zarzucali mu tanią sensację i niedostatki w konstrukcji fabuły. Leon Piwiński w jednej z recenzji przyznał na przykład, że powieściami Travena zajął się tylko ze względu na „egzotykę autora i ogromną protekcję, jaką cieszy się ze strony prof. Einsteina”, czyniąc aluzję do powyższej banderoli.
Początkowo na książki Travena w ogóle nie patrzono z perspektywy ich treści społecznych, widząc w nich jedynie powieści przygodowe. Uległo to zmianie dopiero od połowy lat 30., prawdopodobnie w związku z zaostrzeniem kursu przeciwko środowiskom lewicowym po ogłoszeniu konstytucji kwietniowej w 1935. Stefan Natanson, recenzując powieści Skarb w Sierra Madre i Bawełna i krew, stwierdził np. że Traven na pewno nie jest Amerykaninem, lecz musi być Europejczykiem, najpewniej pochodzenia azjatyckiego (co w domyśle wskazywało na Związek Radziecki) oraz że ideologia powieści opiera się na mieszaninie barbarzyństwa i „bolszewicko-liberalnego porządku społecznego, którego zwolennikiem wydaje się być autor”.

### Recepcja twórczości Travena w Polsce w okresie powojennym
Po objęciu w Polsce władzy przez komunistów w 1944 wydawało się, że pisarz tak zaangażowany społecznie będzie chętnie wydawany przez państwowe oficyny. Istotnie w 1949 nakładem wydawnictwa Książka i Wiedza ukazało się wznowienie przedwojennego tłumaczenia Leo Belmonta powieści Der Karren, należącej do cyklu „mahoniowego”. Temat wyzysku Indian przez białych kapitalistów był interesujący dla propagandy nowego ustroju, zwłaszcza że powieść miała też wyraźną wymowę antykościelną. Z tego też względu drugiemu tomowi powieści (pierwszym było w W jarzmie) nadano osobny tytuł – Jarmark świętego Caralampio – którego nie miał w wydaniu przedwojennym z 1934. Był to celowy zabieg propagandowy, mający podkreślać sprzedajność religii.
Nowe wydanie Der Karren, w tłumaczeniu Teresy Jętkiewicz, ukazało się w 1956 nakładem Iskier jako La carreta. Był to już okres odwilży, która wpłynęła też na kształt tego wydania. Przywrócono pewne fragmenty, które nie mogły ukazać się w wydaniu z 1949, np. o wartości dolara we współczesnym świecie, czy mówiące o tym, że najprostsze potrzeby, takie jak żywność i dach nad głową, są dla ludzi ważniejsze od idei i teorii. Inny tom z cyklu mahoniowego – Trozas – wydano w 1959, a rok wcześniej, w 1958, ukazał się Statek śmierci. Był to w zasadzie koniec zainteresowania wydawców (i niestety również czytelników) Travenem w Polsce, wydany w 1972 zbiór opowiadań Nocny gość przeszedł właściwie bez echa. Również po transformacji ustrojowej w 1989 polscy wydawcy nie interesowali się już pisarzem